# Isidoro Carini
Isidoro Carini   (Palerm, 7 de gener de 1843 - Roma, 25 de gener de 1895) va ser un historiador i eclesiàstic italià.

## Biografia
Va assistir al col·legi dels jesuïtes de Palerm i va voler entrar en aquesta Orde, però es va veure obstaculitzat pel seu pare Giacinto Carini, que havia participat, com a cap de batalló, en l'acció dels Mil a Sicília, sent ferit a Palerm. Pia Carini, la germana petita d'Isidoro, es va casar amb l'arqueòleg Alfonso Bartoli i la germana d'Alfons, Maria, es va casar amb Alfonso Battelli: del matrimoni va néixer Giulio Battelli, paleògraf i historiador.
Isidoro Carini promogué el desenvolupament dels estudis històrics sicilians. Ocupà diversos càrrecs al Vaticà, entre els quals el de prefecte de la Biblioteca Vaticana. Entre les seves obres destaquen De rebus Regni Siciliae (1882) i Gli archivi e le biblioteche di Spagna in rapporto alla storia d’Italia in generale e di Sicilia in particolare (1884).
El 26 de gener de 1893 es va convertir en membre de l'Acadèmia de Ciències de Torí.

## Obra
- Sulle scienze occulte nel Medio Evo, 1872.
- Sommario brevissimo delle lezioni di paleografia tenute nella nuova Scuola Vaticana l'anno 1885 dal can. Isidoro Carini. 1 : Scritture varie, scrittura latina.  Roma: Tipografia vaticana, 1886.
- Aneddoti siciliani pel can. Isidoro Carini, professore di paleografia in Vaticano e prelato domestico di S. S..  Palerm: Tipografia dello Statuto, 1888-1891.
- Il papiro : appunti per la nuova scuola Vaticana del prof. Isidoro Carini.  Roma: tip. Vaticana, 1888.
- La pubblicazione de' libri nell'antichità : le recite, il commercio librario : appunti per la Nuova Scuola vaticana del prof. Isidoro Carini.  Roma: Tip. vaticana, 1889.
- Il Signum Christi ne' monumenti del Medio Evo : appunti per la nuova scuola vaticana : fasc. dell'intiero corso.  Roma: tip. Vaticana, 1890.
- Le catacombe di S. Giovanni in Siracusa e le memorie del Papa Eusebio, 1890.
- Libri e manoscritti lasciati alla Biblioteca Vaticana dal march. Gaetano Ferrajoli: doppia lettura alla società rom. per gli studi orientali e biblici fatta dal can. Isidoro Carini.  Roma: Tipografia Vaticana, 1890.
- L'Arcadia dal 1690 al 1890: memorie storiche : contributo alla storia letteraria d'Italia del secolo XVII e de' principi del XVIII.  Roma: tip. di F. Cuggiani, 1891.
- Il commento dantesco di frate Giovanni da Serravalle.  Roma: Editrice romana, 1892.
- I correttori : appunti per la nuova scuola vaticana del prof. Isidoro Carini.  Roma: Tip. vaticana, 1894.
- Il libro d'oro delle diocesi di Périgueux e di Sarlat.  Roma: Tip. editr. romana, 1894.
- Panegirici e discorsi.  Roma: Tipografia del predicatore cattolico, 1895.